# Wrzoski (gmina)
Wrzoski (od 1952 Chróścina) – dawna gmina wiejska istniejąca w latach 1945–1951 w woj. śląskim i woj. opolskim (dzisiejsze woj. opolskie). Siedzibą władz gminy były Wrzoski.
Gmina zbiorowa Wrzoski powstała po II wojnie światowej (w grudniu 1945) w powiecie opolskim na terenie tzw. Ziem Odzyskanych (tzw. I okręg administracyjny – Śląsk Opolski), powierzonym 18 marca 1945 administracji wojewody śląskiego, a z dniem 28 czerwca 1946 przyłączonym do woj. śląskiego (śląsko-dąbrowskiego).
Według stanu z 1 stycznia 1946 gmina składała się z 7 gromad: Wrzoski, Bierkowice, Żerkowice, Chróścina, Mechnice, Sławice i Żelazna. 6 lipca 1950 zmieniono nazwę woj. śląskiego na katowickie; równocześnie gmina Wrzoski wraz z całym powiatem opolskim weszła w skład nowo utworzonego woj. opolskiego. 1 stycznia 1952 gmina została zniesiona w związku z przeniesieniem siedziby władz gminy z Wrzosek do Chróściny i zmianą nazwy jednostki na gmina Chróścina.